# Adema
Adema je rocková skupina pocházející z Bakersfieldu v Kalifornii. Její hudba kolísá někde na rozmezí nu-metalu a alternativu.

## Historie
Skupina vznikla roku 1993, kdy se sešli zpěvák Mark Chevez, kytaristé Tim Fluckey a Mike Ransom, basista Dave DeRoo a bubeník Kris Kohls. Skupina se stala známou v roce 2001, kdy vydala své debutové album s názvem Adema. Toto album okamžitě posunulo americkou formaci na špičku amerických hitparád. V této době skupina vystupovala s takovými hvězdami jako Linkin Park nebo Korn. Stala se velmi oblíbenou kapelou nejen v zámoří.

## Diskografie
- Adema (2001)
- Unstable (2003)
- Planets (2005)
- Kill the Headlights (2007)